# Not (fiskeri)
 For alternative betydninger, se Not. (Se også artikler, som begynder med Not)
En snurpenot er et meget stort garn, som placeres rundt om en fiskestime. Noten lukkes for neden ved at trække undertællen sammen. Herefter indsnævres garnet indtil fiskestimen kan pumpes om bord med en speciel pumpe.